# Horch 830

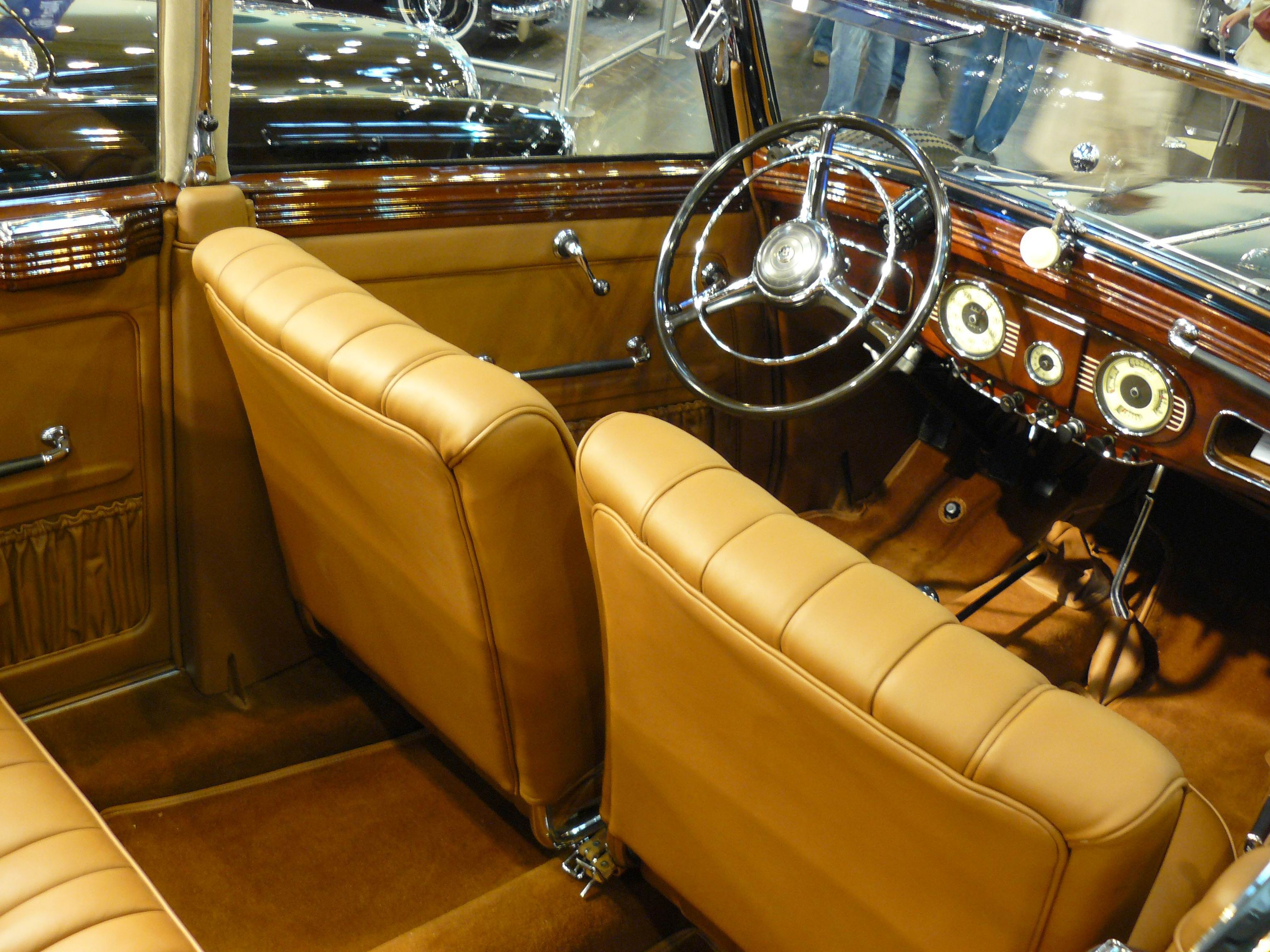
Horch 830 BL (1936)

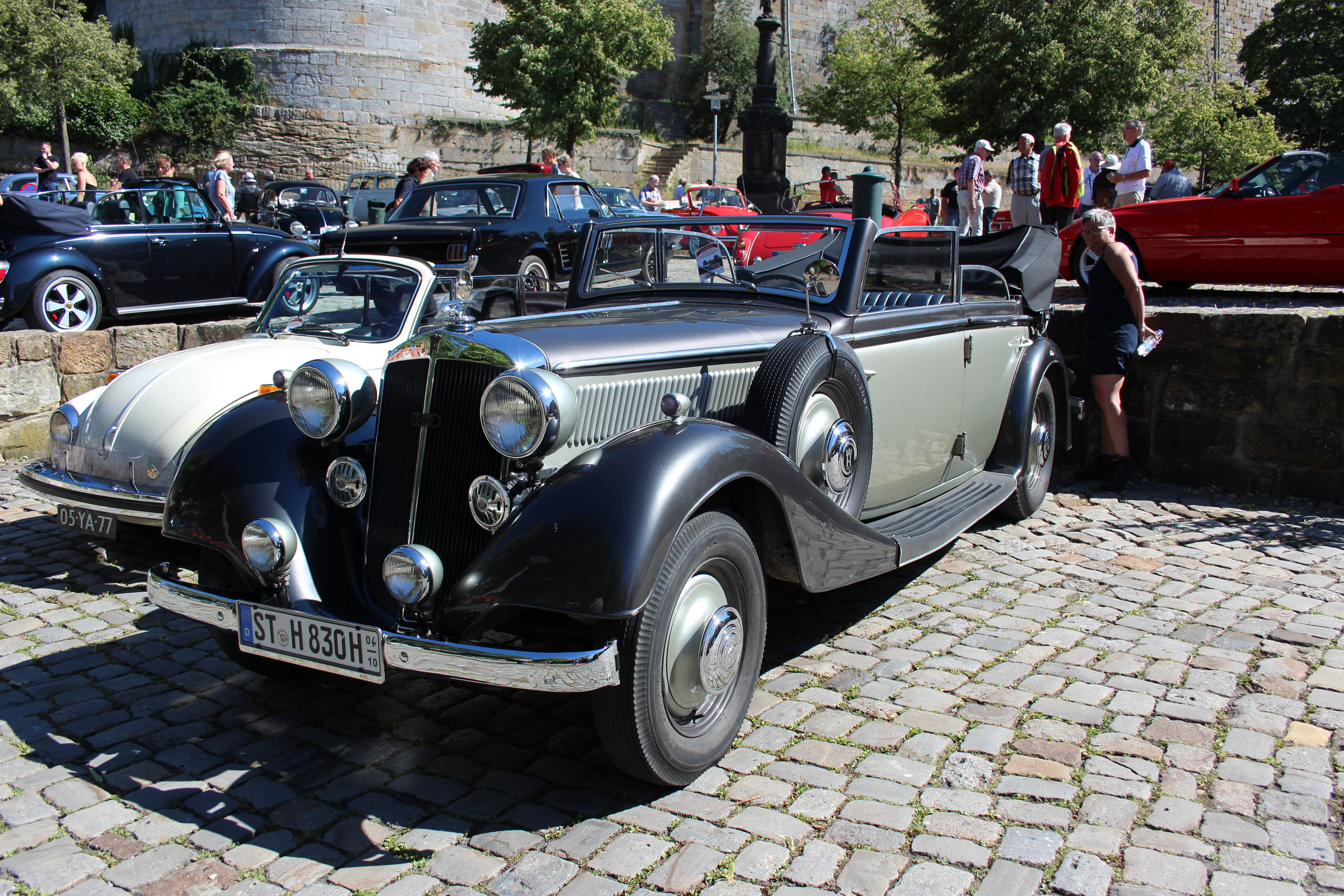
1938 Horch 830 BL Cabriolet Bad Bentheim Burg 1. Juli 2018

Der Horch 830 ist ein Pkw der Oberklasse mit Achtzylinder-V-Motor und Hinterradantrieb, den die zur Auto Union AG gehörende Marke Horch auf der 23. Internationalen Automobil- und Motorrad-Ausstellung (IAMA) im Februar 1933 in Berlin als Nachfolger des Typs 430 (Horch 8) vorstellte. Die ersten Fahrzeuge kamen im Herbst 1933 zur Auslieferung.
Bis zur kriegsbedingten Einstellung im Frühjahr 1940 wurden im Zwickauer Horch-Werk insgesamt 11.625 zivile Pkw Horch 830/930 gebaut. Zusätzlich erhielten zwischen 1934 und 1937 Reichswehr bzw. Wehrmacht 4.536 Kübelwagen Horch 830 R, die für den Einsatz im Gelände – abweichend von den zivilen Typen – vorn und hinten Starrachsen hatten.

## Modellgeschichte und Technik

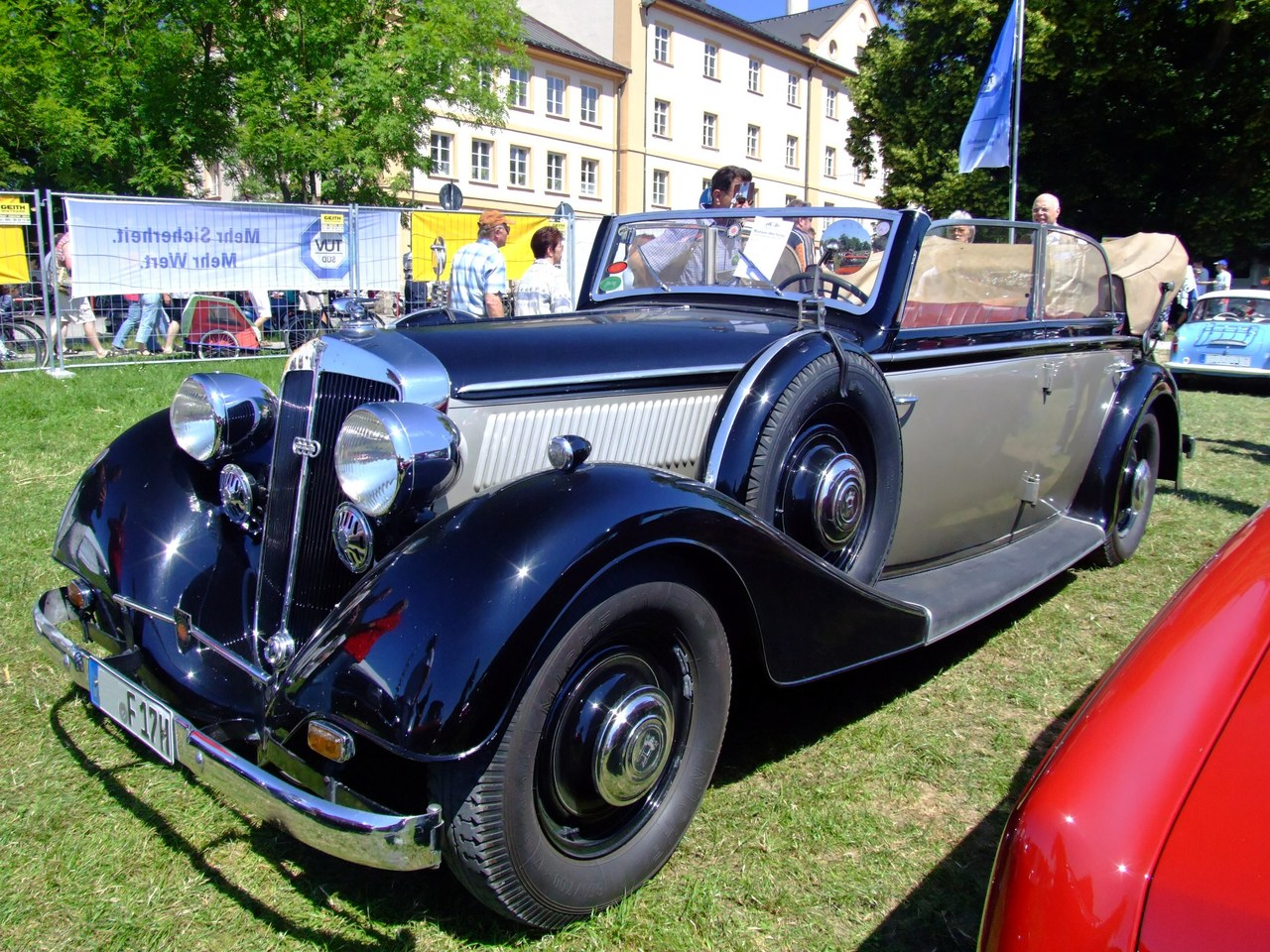
Horch 830 BL Cabriolet (1938)

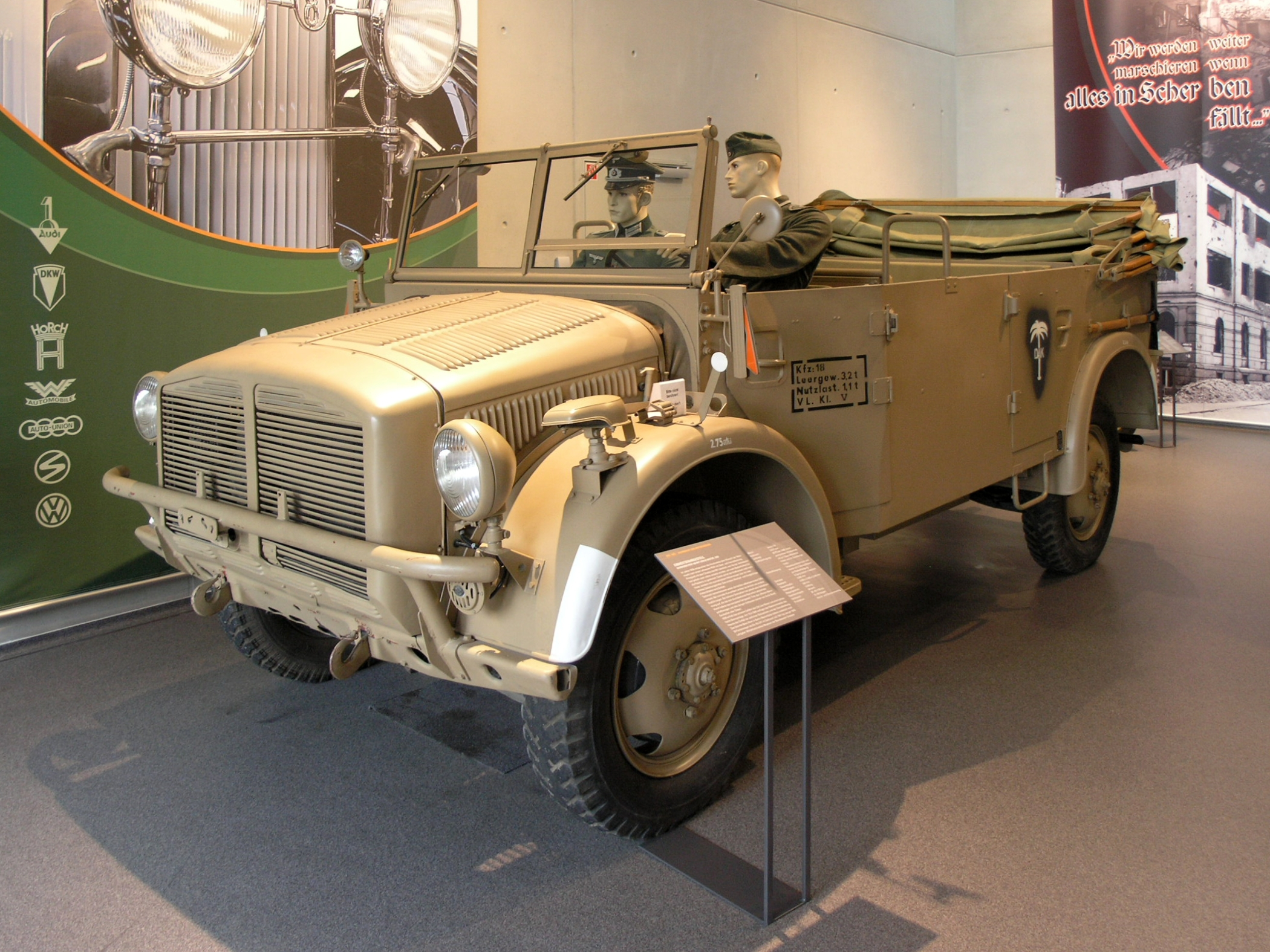
Der V8-Motor des Horch 830 wurde u. a. im schweren Einheits-PKW der Wehrmacht verwendet: ein Horch 108 „Typ 40“ des Deutschen Afrikakorps, ausgestellt im August-Horch-Museum, Zwickau.

Aufbauend auf den Zwölfzylinder-V-Motor der Horch 670/600 mit über Kipphebel betätigten waagerechten („liegenden“) Ventilen, begann Horch-Chefkonstrukteur Fritz Fiedler mit der Entwicklung eines Achtzylinder-V-Motors. Nach Fiedlers Wechsel zu BMW (Zweigniederlassung Eisenach) im Sommer 1932 brachte Werner K. Strobel den neuen V8-Motor zur Serienreife. Gegenüber dem bisher verwendeten Achtzylinder-Reihenmotor mit königswellengetriebener obenliegender Nockenwelle und zehn Kurbelwellenlagern war der V8 mit seiner dreifach gelagerten Kurbelwelle günstiger herzustellen und kürzer.
Wie der Horch-V12 hat der V8-Motor einen Bankwinkel von 66 Grad. Die zentral zwischen den beiden Zylinderbänken angeordnete Nockenwelle wird über eine Dreifach-Rollenkette angetrieben. Die ebenfalls „liegenden“ Ventile haben jedoch nicht die aufwendigen Hydrostößel des Zwölfzylinders. Eine technische Besonderheit der Horch-V-Motoren war die geknickte Trennfläche zwischen Zylinderbank und -kopf, was besonders geformte Kopfdichtungen erforderte. Durch die Führung von Ansaug- und Abgaskrümmern auf der Oberseite des Motors hatte dieser nur eine geringe Breite. Die erste Version mit 3 Litern Hubraum hatte 70 PS (51 kW) Leistung und damit fünf PS mehr als der 3-Liter-Reihen-Achtzylinder des Vorgängermodells Horch 430. Für die Gemischbildung sorgte ein Doppel-Fallstromvergaser von Solex.
Die beiden letzten Ausführungen mit 3,5 und 3,8 Litern Hubraum und zwei Solex-Flachstromvergasern wurden auch in den mittleren (Horch/Wanderer 901) und schweren („Einheitsfahrgestell II“ Typ Horch 108) Einheits-PKW der Wehrmacht - alle mit Frontmotor und Allradantrieb - sowie den „kleinen“ Vierrad-Panzerspähwagen Sd.Kfz. 221/222/223/260/261 („Einheitsfahrgestell I“ Typ Horch 801 mit Heckmotor und Allradantrieb) verwendet.
Der Horch 830 war der zweite deutsche Serienwagen mit V8-Motor. Die Nationale Automobil-Gesellschaft (NAG) präsentierte auf der 22. Internationalen Automobil-Ausstellung im Februar 1931 in Berlin die NAG V8 (Typ 218/219) mit 4,5-Liter-Motoren. In Zeiten der Weltwirtschaftskrise waren die 100 PS (74 kW) starken Fahrzeuge jedoch kein Erfolg – bis 1934 wurden nur 50 Wagen gebaut.
Über ein Vierganggetriebe (ZF-„Aphon“ mit schrägverzahnten Zahnrädern; zweiter bis vierter Gang waren synchronisiert) wurden die Hinterräder angetrieben. Der Schalthebel war auf dem Mitteltunnel angebracht. Das Fahrgestell mit Starrachsen vorn und hinten entsprach weitgehend dem Vorgängermodell Horch 430, jedoch wurde der Leiterrahmen nicht mehr aus offenen U-Profilen, sondern steiferen Kastenprofilen gefertigt. Der Horch 830 hatte 4 cm mehr Radstand (3,2 Meter), wog jedoch nur 1650 kg und war damit 200 kg leichter als der Horch 430. Davon entfielen 80 kg auf den kompakten neuen V8-Motor und der Rest auf den Aufbau. Die Trommelbremsen waren noch über Seilzüge mechanisch betätigt. Je eine 4-türige Limousine und ein 2-türiges Cabriolet wurden in klassischer Form und in modernerer Ausführung mit Stromlinienheck angeboten. Ihre Vorderachsen waren auf Halbelliptikfedern abgestützt; die Hinterachsen hatten Underslung-Halbfedern. Mit dem gleichen Fahrgestell von 3,2 Metern Radstand wurde der 6-sitzige Tourenwagen und die Pullman-Limousine angeboten, die vorn bereits eine moderne Doppelquerlenker-Einzelradaufhängung (oberer Querlenker mit unterer Querblattfeder) besaßen.

## Modellpflege
Bereits 1934 erschien der verbesserte Horch 830 B mit größerem 3,25-Liter-Motor bei unverändert 70 PS Leistung, hydraulisch betätigten Trommelbremsen („Öldruckbremse“) und der vorderen Einzelradaufhängung an doppelten Querlenkern auch in der viertürigen Limousine und dem zweitürigen Cabriolet. Die Versionen mit Stromlinienheck entfielen.
Im Jahr darauf wurde der Motor auf 3,5 Liter Hubraum erneut vergrößert und das nun 75 PS (55 kW) starke Modell hieß Horch 830 Bk (k = kurz) zur Unterscheidung mit dem gleichfalls erhältlichen Horch 830 BL (L = Lang) mit 15 cm mehr Radstand (3,35 m) und einer hinteren „Doppelgelenkachse“ (De-Dion-Achse) statt der einfachen Starrachse. Dieses Fahrgestell wurde für die Pullman-Limousine, das Pullman-Cabriolet und das 4-türige Cabriolet verwendet.

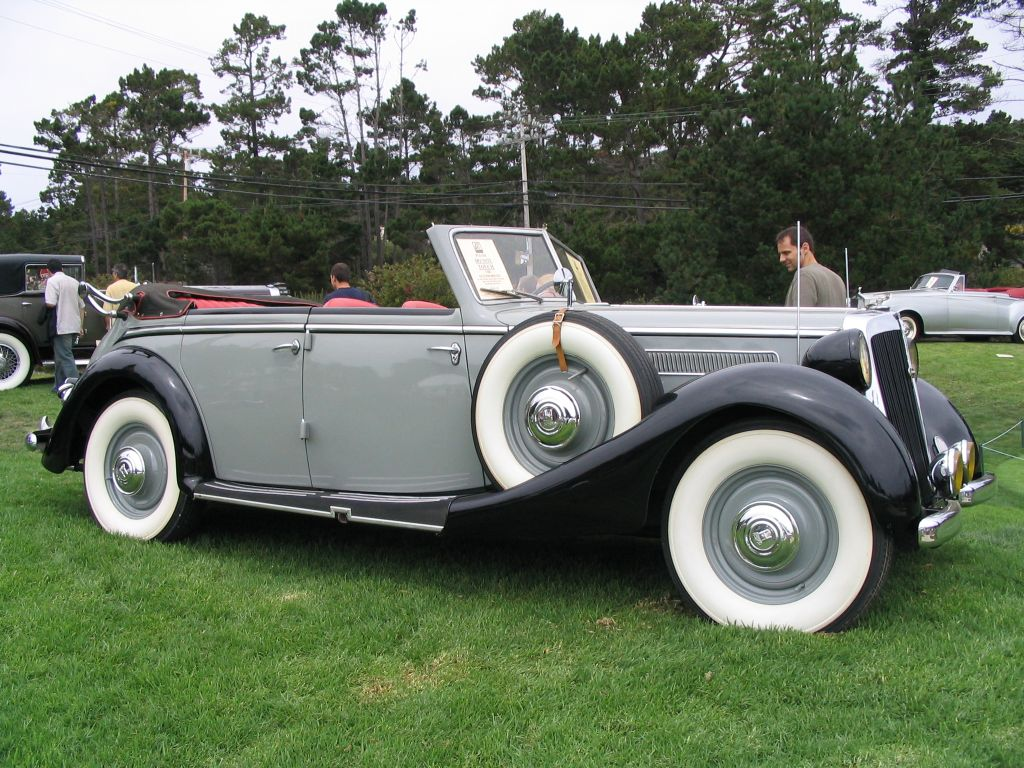
Horch 930 V Phaeton (1939)

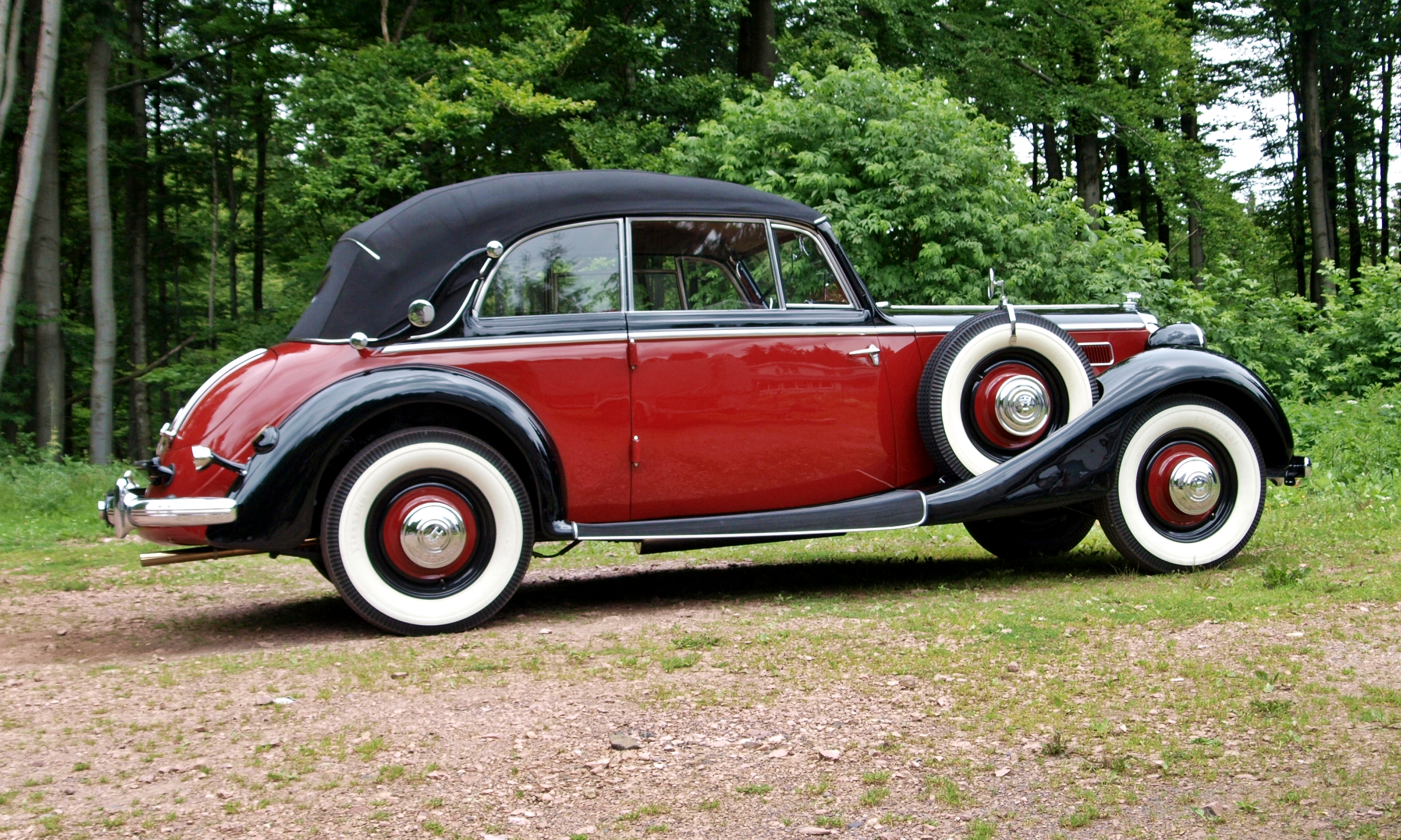
Horch 930 Cabriolet, geschlossen

Der 3,5-Liter-Motor wurde 1937 mit zwei Flachstromvergasern und dem erhöhten Verdichtungsverhältnis von 6,3:1 (vorher 6,0:1) auf eine Leistung von 82 PS (60 kW) gebracht. Der Horch 930 V (V = verkürzt) mit 10 cm weniger Radstand (3,1 m) und einer hinteren Doppelgelenkachse ersetzte den Horch 830 Bk. Zusätzlich zu Limousine und Cabriolet gab es ein Phaeton (viertürige offene Karosserie mit Faltverdeck). Die Modelle mit langem (3,35 m) Radstand hießen unverändert 830 BL und waren als Pullman-Limousine, viertüriges (Pullman-)Cabriolet sowie als sechssitziger Tourenwagen erhältlich.
Beide Horch-V8-Modelle 830 BL und 930 V erhielten 1938 einen größeren 3,8-Liter-Motor mit 92 PS (68 kW) Leistung, ein „vollsynchronisiertes“ ZF-Vierganggetriebe (auch 1. Gang) und serienmäßig einen Autobahn-„Ferngang“ (Overdrive), der mit einem zusätzlichen Schalthebel aktiviert wurde.
1940 sollte das Modell 930 L den 830 BL ersetzen, ein „Stromlinienfahrzeug“ 930 S den 930 V. Doch dazu kam es nach Ausbruch des Zweiten Weltkriegs nicht mehr. 1948 wurden in Zwickau vier Exemplare des Horch 930S in Kleinserie gebaut – zu einer größeren Serienproduktion kam es aber nicht.

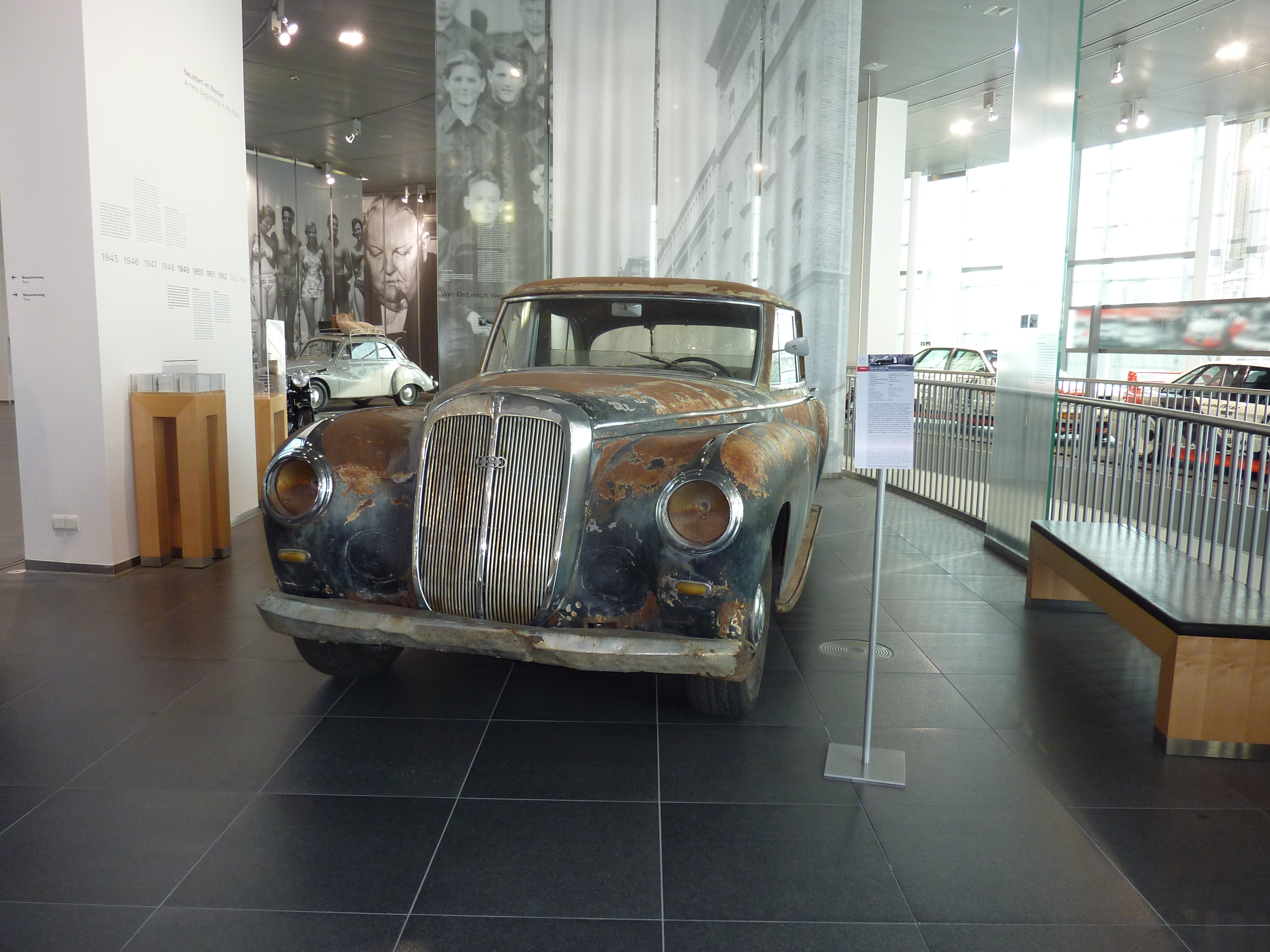
„Bruhn-Horch“ unrestauriert zurück aus den USA

Als „Bruhn-Horch“ oder auch als der „erste und letzte Horch aus Ingolstadt“ wurde ein Automobil bekannt, das 1953 als Unikat für Richard Bruhn, dem ersten Geschäftsführer der Ingolstädter Auto Union GmbH, in Handarbeit auf dem Fahrgestell einer Pullman-Limousine vom Typ 830 BL aufgebaut wurde. Sein Äußeres entsprach dem Zeitgeschmack der 1950er, eine sanft angedeutete Ponton-Form mit fließenden Linien. Teile der Karosserie- wurden noch in traditioneller Gemischtbauweise gefertigt, bei der in Form getriebene Stahlbleche auf ein Holzgerippe genagelt wurden.
Das 2,1 t schwere Fahrzeug hat eine Trennscheibe zwischen Chauffeur und Fahrgastraum sowie Leseleuchten im Fond. Mit dem 92-PS-V8-Motor erreichte es eine Reisegeschwindigkeit von 120 km/h und eine Höchstgeschwindigkeit von 125 km/h. Der Verbrauch lag bei 19–20 Litern je 100 km. Der Tank fasste 75 Liter.

## Technische Daten im Vergleich

### Typen 830 (bis 1936)
|                       | 830                                    | 830 B                                  | 830 BL (1935/36)                       | 830 Bk                                 |
| --------------------- | -------------------------------------- | -------------------------------------- | -------------------------------------- | -------------------------------------- |
| Baujahre              | 1933–1934                              | 1935                                   | 1935–1936                              | 1936                                   |
| Aufbauten             | T6, PL4, L4, L4S, Cb2, Cb2S            | L4, Cb2                                | PL4, PC4, Cb4                          | L4, Cb2                                |
| Motor                 | Reihen-Achtzylinder-Viertakt-Ottomotor | Reihen-Achtzylinder-Viertakt-Ottomotor | Reihen-Achtzylinder-Viertakt-Ottomotor | Reihen-Achtzylinder-Viertakt-Ottomotor |
| Ventilsteuerung       | SV-Ventilsteuerung (seitengesteuert)   | SV-Ventilsteuerung (seitengesteuert)   | SV-Ventilsteuerung (seitengesteuert)   | SV-Ventilsteuerung (seitengesteuert)   |
| Bohrung × Hub         | 75 mm × 85 mm                          | 78 mm × 85 mm                          | 78 mm × 92 mm                          | 78 mm × 92 mm                          |
| Hubraum               | 3004 cm³                               | 3250 cm³                               | 3517 cm³                               | 3517 cm³                               |
| Nennleistung          | 70 PS (51,5 kW)                        | 70 PS (51,5 kW)                        | 75 PS (55,2 kW)                        | 75 PS (55,2 kW)                        |
| Verbrauch             | 17–18 l/100 km                         | 17 l/100 km                            | 18 l/100 km                            | 17 l/100 km                            |
| Höchstgeschwindigkeit | 110–115 km/h                           | 115 km/h                               | 115 km/h                               | 120 km/h                               |
| Leergewicht           | 1650–1730 kg                           | 1650 kg                                | 1950 kg                                | 1840 kg                                |
| zul. Gesamtgewicht    | 2200–2280 kg                           | 2200 kg                                | 2500 kg                                | 2390 kg                                |
| Bordspannung          | 12 Volt                                | 12 Volt                                | 12 Volt                                | 12 Volt                                |
| Länge                 | 4750 mm                                | 4750 mm                                | 5050 mm                                | 4750 mm                                |
| Breite                | 1780 mm                                | 1780 mm                                | 1780 mm                                | 1680 mm                                |
| Höhe                  | 1600–1650 mm                           | 1600 mm                                | 1650 mm                                | 1600 mm                                |
| Radstand              | 3200 mm                                | 3200 mm                                | 3350 mm                                | 3200 mm                                |
| Spur vorne/hinten     | 1440 mm/1470 mm                        | 1440 mm/1470 mm                        | 1440 mm/1500 mm                        | 1440 mm/1470 mm                        |
| Wendekreis            | 12 m                                   | 12 m                                   | 13,5 m                                 | 12 m                                   |

### Typen 830 BL und 930 V (1937–40)
|                       | 930 V (1937/38)                        | 830 BL (1937/38)                       | 930 V (1938–40)                        | 830 BL (1938–40)                       |
| --------------------- | -------------------------------------- | -------------------------------------- | -------------------------------------- | -------------------------------------- |
| Baujahre              | 1937–1938                              | 1937–1938                              | 1938–1940                              | 1938–1940                              |
| Aufbauten             | L4, Cb2, R2                            | T6, PL4, PC4, Cb4                      | L4, Cb2, R2                            | T6, PL4, PC4, Cb4                      |
| Motor                 | Reihen-Achtzylinder-Viertakt-Ottomotor | Reihen-Achtzylinder-Viertakt-Ottomotor | Reihen-Achtzylinder-Viertakt-Ottomotor | Reihen-Achtzylinder-Viertakt-Ottomotor |
| Ventilsteuerung       | SV-Ventilsteuerung (seitengesteuert)   | SV-Ventilsteuerung (seitengesteuert)   | SV-Ventilsteuerung (seitengesteuert)   | SV-Ventilsteuerung (seitengesteuert)   |
| Bohrung × Hub         | 78 mm × 92 mm                          | 78 mm × 92 mm                          | 78 mm × 100 mm                         | 78 mm × 100 mm                         |
| Hubraum               | 3517 cm³                               | 3517 cm³                               | 3823 cm³                               | 3823 cm³                               |
| Nennleistung          | 82 PS (60,3 kW)                        | 82 PS (60,3 kW)                        | 92 PS (67,7 kW)                        | 92 PS (67,7 kW)                        |
| Verbrauch             | 19 l/100 km                            | 20 l/100 km                            | 19 l/100 km                            | 20 l/100 km                            |
| Höchstgeschwindigkeit | 125 km/h                               | 120 km/h                               | 130 km/h                               | 125 km/h                               |
| Leergewicht           | 1900 kg                                | 2030 kg                                | 1960 kg                                | 2100 kg                                |
| zul. Gesamtgewicht    | 2350 kg                                | 2530 kg                                | 2410 kg                                | 2600 kg                                |
| Bordspannung          | 12 Volt                                | 12 Volt                                | 12 Volt                                | 12 Volt                                |
| Länge                 | 4920 mm                                | 5050 mm                                | 4920 mm                                | 5050 mm                                |
| Breite                | 1790 mm                                | 1780 mm                                | 1790 mm                                | 1780 mm                                |
| Höhe                  | 1625 mm                                | 1650 mm                                | 1625 mm                                | 1650 mm                                |
| Radstand              | 3100 mm                                | 3350 mm                                | 3100 mm                                | 3350 mm                                |
| Spur vorne/hinten     | 1440 mm/1470 mm                        | 1440 mm/1500 mm                        | 1440 mm/1470 mm                        | 1440 mm/1500 mm                        |
| Wendekreis            | 11,5 m                                 | 13,5 m                                 | 11,5 m                                 | 13,5 m                                 |

- T6 = 6-sitziger Tourenwagen
- L4 = 4-türige Limousine
- L4S = 4-türige Limousine mit Stromlinienheck
- PL4 = 4-türige Pullman-Limousine
- PC4 = 4-türiges Pullman-Cabriolet
- Cb2 = 2-türiges Cabriolet
- Cb2S = 2-türiges Cabriolet mit Stromlinienheck
- Cb4 = 4-türiges Cabriolet
- R2 = 2-türiger Roadster

## Prominente Verwendung

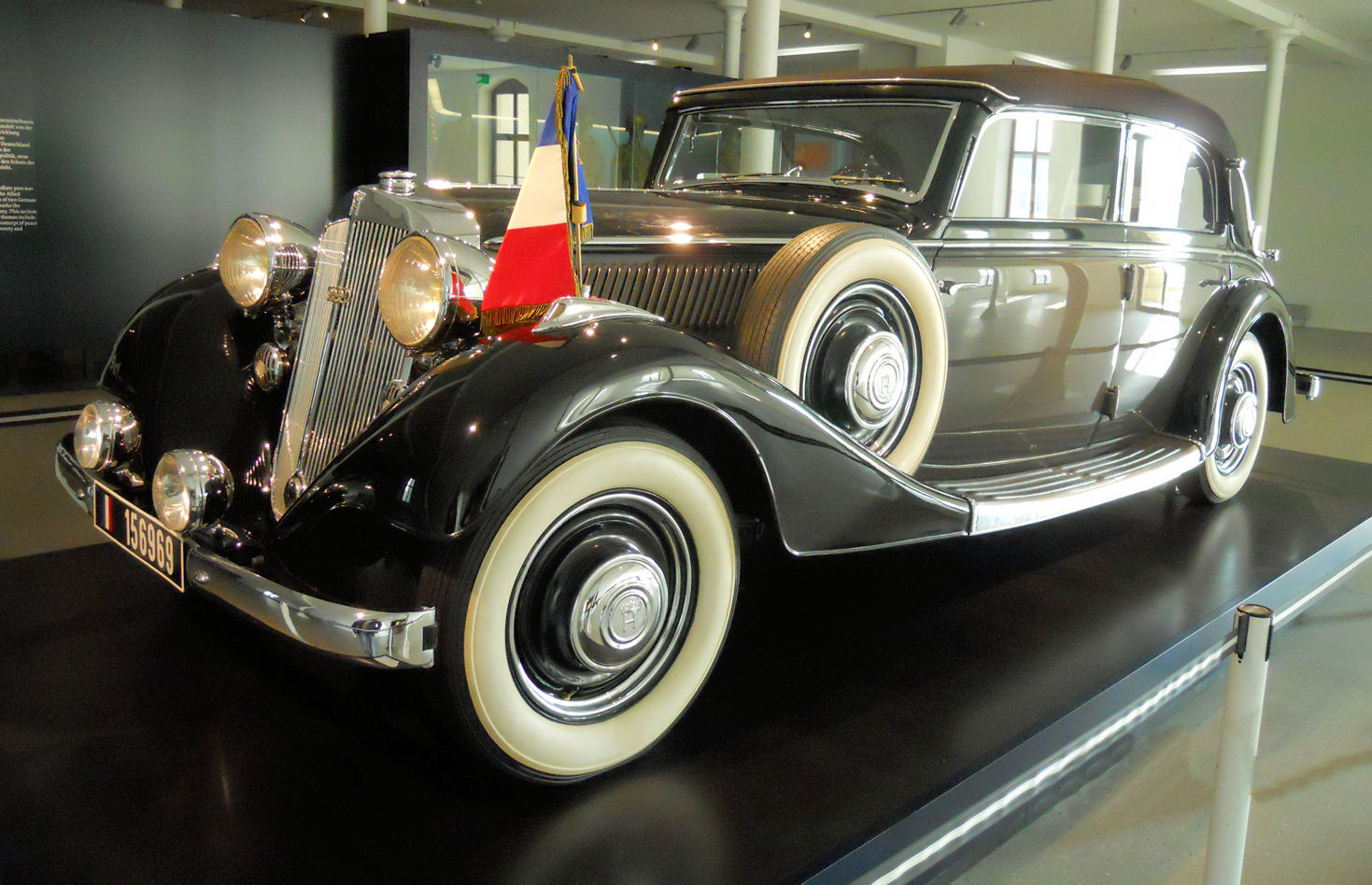
General Charles de Gaulle fuhr diesen Horch 830 BL

General Charles de Gaulle fuhr nach dem Zweiten Weltkrieg über zehn Jahre – bis zum Beginn seiner Präsidentschaft im Jahre 1959 – zu vielen offiziellen Anlässen ein Horch 830 BL Cabriolet. Der Wagen stammte aus dem Fuhrpark von General Dietrich von Choltitz, dem letzten Stadtkommandanten des von der deutschen Wehrmacht besetzten Paris. Dieser Horch ist im Militärhistorischen Museum in Dresden ausgestellt.